# Vicky Krieps
Vicky Krieps, född 4 oktober 1983 i staden Luxemburg, är en luxemburgsk skådespelare. 
Vicky Krieps har sedan 2008 medverkat i många europeiska filmer och TV-produktioner, främst tyskspråkiga. Hon fick ett internationellt genombrott med en av huvudrollerna i filmen Phantom Thread 2017.

## Filmografi (i urval)
- 2011 – Motståndets tid
- 2011 – Hanna
- 2015 – Colonia
- 2017 – Phantom Thread
- 2017 – Gutland
- 2018 – Das Boot (TV-serie)
- 2020 – Harry Haft
- 2021 – Serre moi fort
- 2021 – Bergman Island
- 2021 – Old
- 2022 – Korsett
- 2023 – The Dead Don't Hurt
- 2025 – Hot Milk
- 2025 – Father Mother Sister Brother